# Cernosvitoviella ampullax
Cernosvitoviella ampullax är en ringmaskart som beskrevs av Klungland och Abrahamsen 1981. Cernosvitoviella ampullax ingår i släktet Cernosvitoviella, och familjen småringmaskar. Arten är reproducerande i Sverige.